# Villy Haugen
Villy Haugen (ur. 27 września 1944 w Leksvik) – norweski łyżwiarz szybki, brązowy medalista olimpijski.

## Kariera
Villy Haugen specjalizował się w średnich dystansach. Największy sukces w karierze osiągnął podczas igrzysk olimpijskich w Innsbrucku w 1964 roku, gdzie zdobył brązowy medal na dystansie 1500 m. W zawodach tych wyprzedzili go jedynie Ants Antson z ZSRR oraz Holender Kees Verkerk. Na tych samych igrzyskach zajął ósme miejsce w biegu na 500 m. Kilkakrotnie zdobywał medale mistrzostw Norwegii. Nigdy nie wystąpił na mistrzostwach świata.